# 光岡自動車
株式会社光岡自動車（みつおかじどうしゃ、英語：Mitsuoka Motor Co., Ltd.）は、富山県富山市に本社を置く日本の自動車メーカーおよび中古車・輸入車ディーラーである。
他の自動車メーカーの乗用車の外観や内装を取り替えるなどした改造車を自社工場で生産している。ベースとなる車両の供給元としては、国内メーカーではトヨタ、マツダ、日産、ホンダの4社、国外メーカーではフォードがある。また、三菱ふそうバス製造（富山市）とトノックス（神奈川県平塚市）に製造を委託している。
自社の製造販売以外に、新車・直輸入車・中古車の販売を行うBUBUグループを経営する。グループは、2000年（平成12年）にロンドンタクシーインターナショナル社の総輸入元となり、2004年（平成16年）にマレーシアのTDカーズ製MGレプリカカーの扱いを開始した。部門別売上比は、開発車事業7%、正規輸入車ディーラー事業54%、ブブ中古車事業39%である。受注台数は2006年 - 2017年が400台前後、2018年は500台を超え、2021年は1,120台で23年ぶりの1,000台超えとなった。

## 歴史

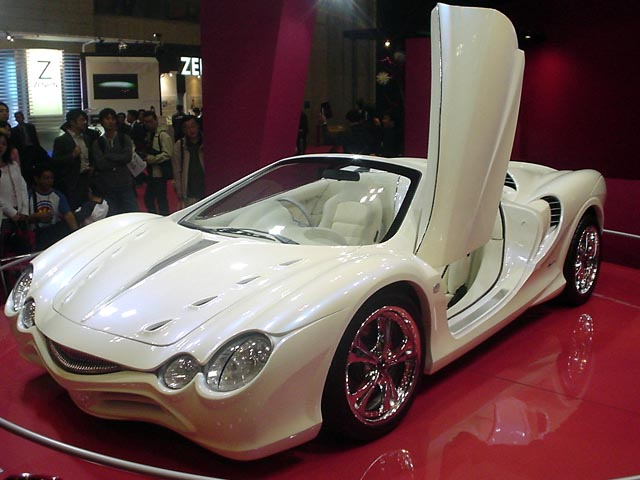
オロチ・ヌードトップロードスター（2005東京モーターショー）

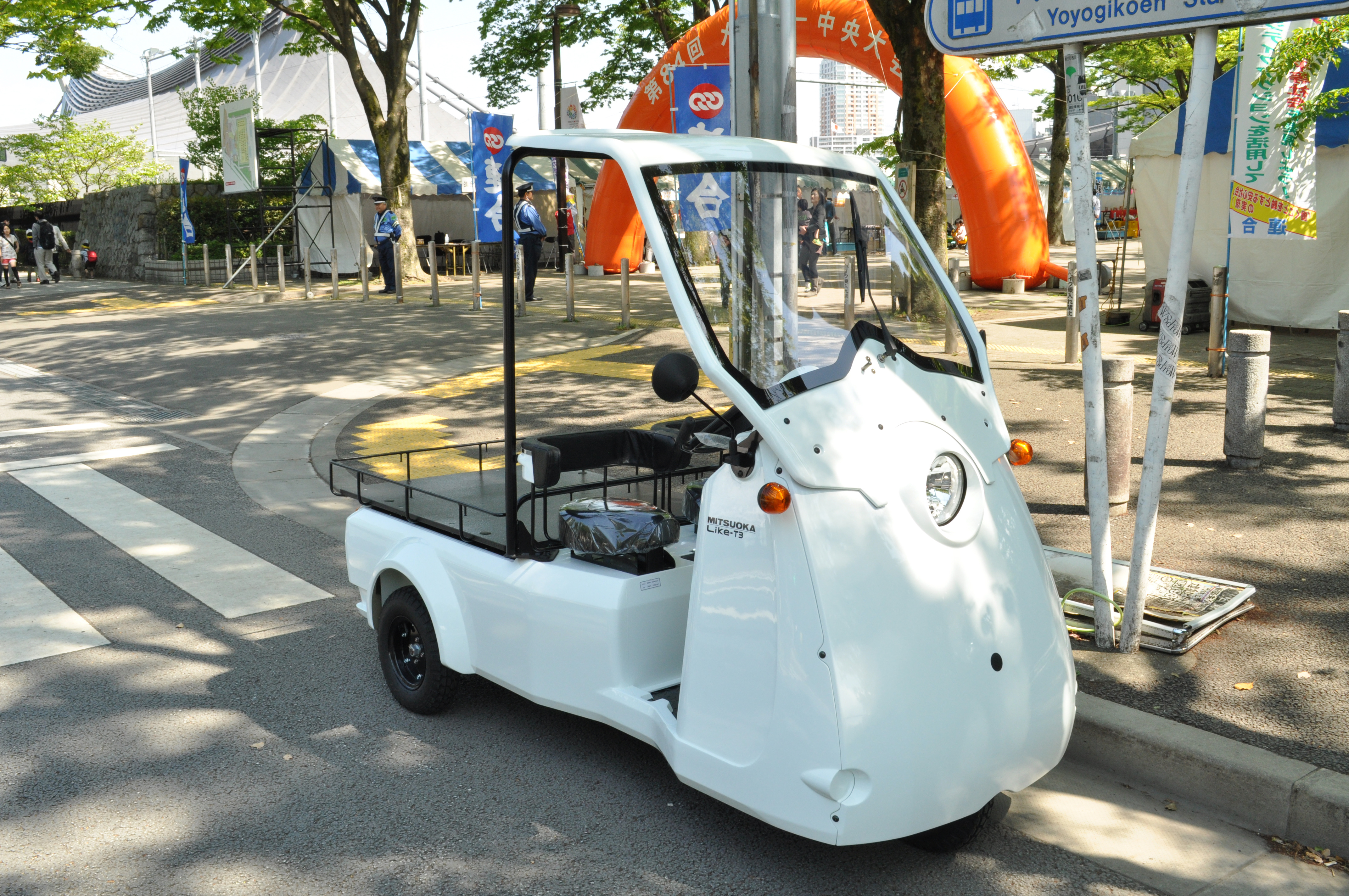
ライク（雷駆）-T3

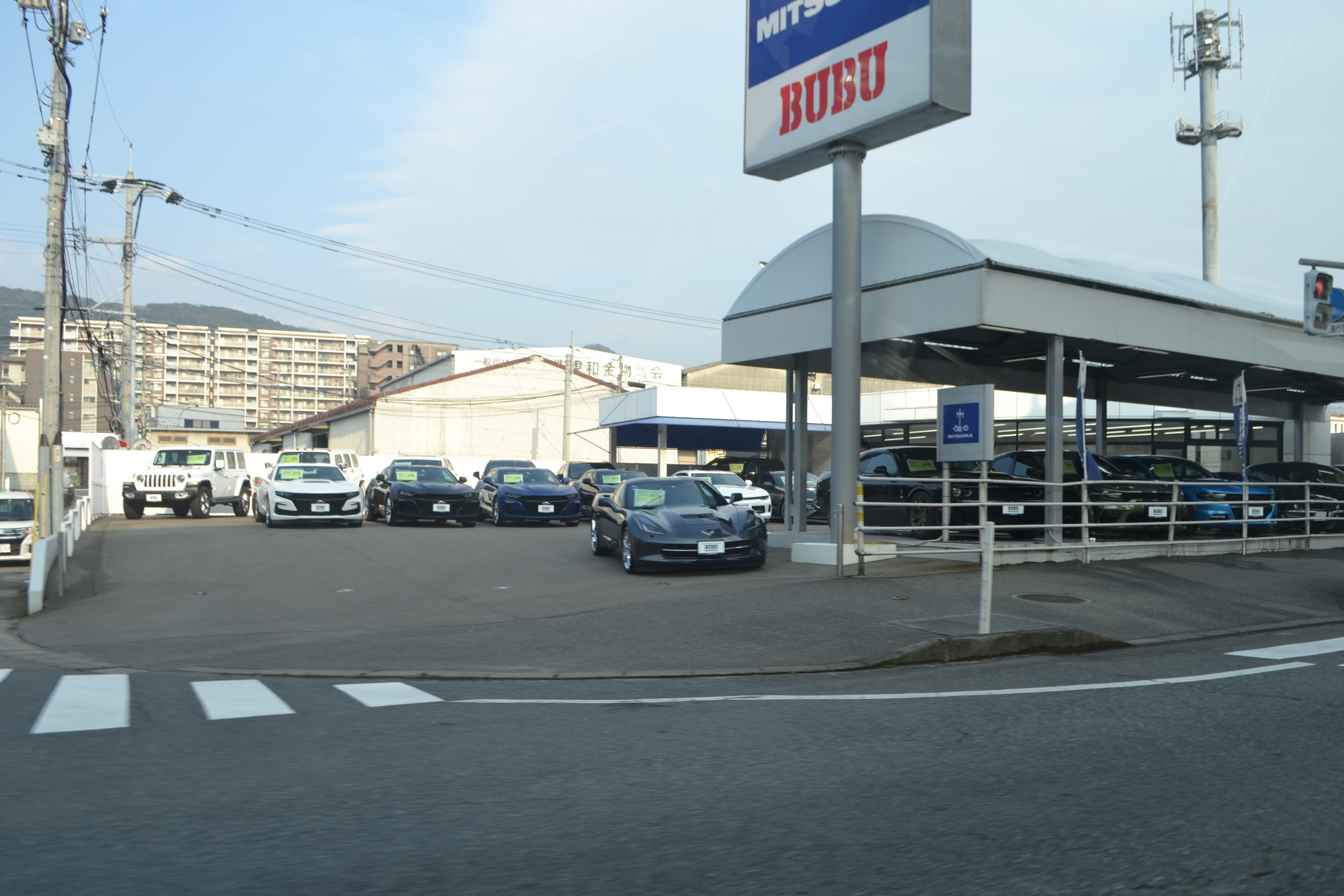
福岡市博多区金の隈にあるBUBU MITSUOKA福岡ショールーム

創業は1968年（昭和43年）2月。創業者の光岡進（みつおか すすむ、1939年〈昭和14年〉- ）は富山日産自動車を経て富山日野自動車のディーラーに勤務していたが、1966年（昭和41年）に日野自動車がトヨタ自動車との業務提携に伴って商用車専業となり、乗用車担当だった進は接待漬けの商用車販売が肌に合わず、不本意ながら退職・独立を決意した。
創業当初は市内の馬小屋を借り受けて板金塗装と自動車整備業を生業としていたが、中古車を安価な他地域から仕入れてきて販売する現在の中古車販売業のビジネスモデルをいち早く展開し、BUBU（ブブ）の店舗名称を用い全国展開するまでに事業を成長させた。その後、進の自動車への思いが昂じて1979年（昭和54年）に法人化し、開発部を設置。1982年（昭和57年）2月に50 ccエンジンを搭載して二輪免許・原付免許で運転が可能なゼロハンカー「BUBUシャトル」を発表。富山市にあるタケオカ自動車工芸に開発を依頼してBUBUシャトル50を販売し、ゼロハンカーシリーズを展開した。
1985年（昭和60年）に道路交通法が改正されてゼロハンカーは二輪免許・原付免許で運転できなくなり、製造工場を閉鎖し一切の在庫を専門学校に寄付するなどして処分した。一方でアメリカ車の並行輸入販売を開始し、訪米視察で訪れたロサンゼルスで見かけたレプリカカーに興味を持ち、フォルクスワーゲン・タイプ1をベースとした1台を日本に持ち帰った。これを公道で走らせるべくパイクカーの開発を開始。これがタイプ1の改造車として認可され、1987年（昭和62年）に「光岡・BUBUクラシックSSK」を発表した。この改造ノウハウが後の「ラ・セード」「ビュート」「ガリュー」などにつながっていく。
1994年（平成6年）に、「ニア・セブン」などと呼ばれるロータス・スーパーセブンを模したオリジナル車「ゼロワン」を発表して組立車として認可され、その後1996年（平成8年）4月10日に運輸省の形式認定所得（型式指定）を受けたことにより、光岡自動車は10番目の国産自動車メーカーとして認められた。並行してパイクカーの販売も継続展開。「ユーガ」（優雅）、「リョーガ」（凌駕）、「ガリュー」（我流）など、独特のスタイリングを持った和名の車を続々と発表した。
2001年（平成13年）に、参加基準が緩和された東京モーターショーへ初出展した。デザインスタディのショーカーとして大蛇（オロチ）を発表すると、独特のデザインが注目され、少ないながらも要望を受け市販化に至った。
2003年（平成15年）に商用車ショーも含めて3回目となる東京モーターショーで、「オロチ」のロードゴーイングバージョン、新型ミドルクラスセダン「ヌエラ」、「ゼロワン・コンセプト」をそれぞれ出展した。「オロチ」のエンジンは、当初予定したホンダのV6エンジンが排ガス規制強化に対応できなかったことなどから、ホンダから供給を受けられず、トヨタ製となった。2005年（平成17年）の東京モーターショーでオープンカー版「オロチ・ヌードトップロードスター」を発表している。
2010年（平成22年）に電気自動車 (EV)「雷駆」を発表。翌2011年（平成23年）に「雷駆」の三輪バージョン「雷駆-T3」の実証試験を実施し、2012年（平成24年）に販売開始。
2012年3月28日 - 4月8日までタイ王国で開催された第33回バンコク・インターナショナル・モーターショーで16台を受注した。
現在製造する車は、ベース車両の関係でAT仕様が中心だが、2008年（平成20年）発売の「ガリュー2-04」「ヌエラ6-02セダン/ワゴン」、2014年（平成26年）発売の「リューギ（セダン）」、2016年（平成28年）発売の「リューギワゴン」、そして2023年（令和5年）発売の「ビュート ストーリー」、2024年（令和6年）発売の「M55 Zero Edition」は、それぞれMT仕様が設定された。これは、「リューギ」のベースとなるトヨタ・カローラアクシオ、およびトヨタ・カローラフィールダー、「ビュート ストーリー」のベースとなるトヨタ・ヤリス、「M55 Zero Edition」のベースとなるホンダ・シビックの各2WD車はそれぞれMTの設定があるためである。ほかに市場で流通しているアコードユーロRの中古車をベースとしてMTの「ヌエラ」を製造した事例もある。

## グループ会社
- （株）ファーレン富山 - 富山県・岐阜県でフォルクスワーゲン・アウディの正規ディーラーを運営。
- ミツオカモータースアメリカInc.
- ミツオカモータータイランドCo., Ltd.
- ミツオカモーターセールスタイランドCo., Ltd.

関連会社
- （株）MID ALFA（旧・北海道ブブ）

北海道で各種輸入車の正規ディーラーを運営。1982年に「光岡自動車札幌支社」として設立後、1992年「株式会社ブブ札幌」として分離し輸入車ビジネスに転換。2011年に光岡自動車より完全独立し別資本となった。2021年3月、グループ統括会社「株式会社MIDアルファホールディングス」を設立して持株会社制に移行。2023年7月、社名を「株式会社北海道ブブ」から「株式会社MID ALFA」に変更。
- （株）M.I.D.

MIDアルファホールディングスのグループ会社。首都圏で各種輸入車の正規ディーラーを運営。

## 拠点（グループ）

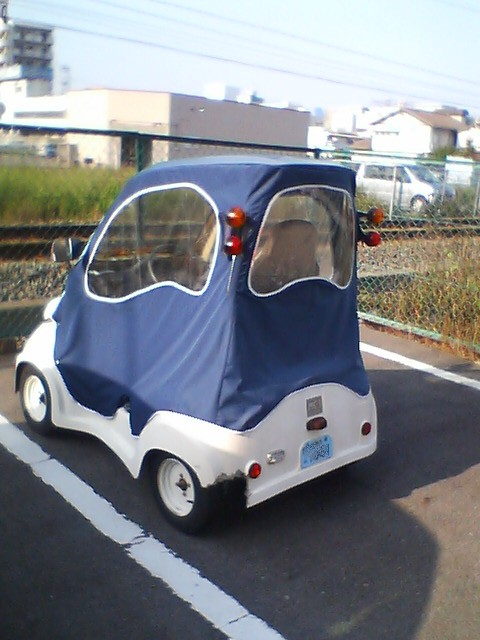
キットカー K-1

北海道、宮城県、栃木県、群馬県、千葉県、埼玉県、東京都、神奈川県、愛知県、富山県、大阪府、兵庫県、福岡県、米国（ロサンゼルス）、タイ（バンコク）

## キットカー
当社はキットカーと呼ばれる、自分で組み立てる50 ccクラスの小型車も手がけていた。キットカーについては会長の光岡進と社長の光岡章夫（みつおか あきお、1951年 - ）との間で意見の相違があり、章夫は利益の上がらないキットカーの販売は取りやめるべきとしていた一方、会長の進はキットカーこそが光岡自動車の創業の意義であるとし継続を主張していた。結局、進のほうが折れ、最終的に当社はキットカーから撤退した。50 ccのキットカー「K-3」を100台限定生産し、2006年11月にキットカー「K-4」の受注を開始、限定220台で発売したのが最後となった。

## 車種一覧

### 認定中古車モデル
- ヒミコ（初代）（2008年 - 2018年）
- ビュート（3代目）（2012年 - 2023年）
- リューギ（2014年 - 2021年）
- ビュート なでしこ（2015年 - 2023年）
- ガリュー（5代目）（2015年 - 2020年）
- リューギ ワゴン（2016年 - 2021年）

### 生産・販売終了モデル

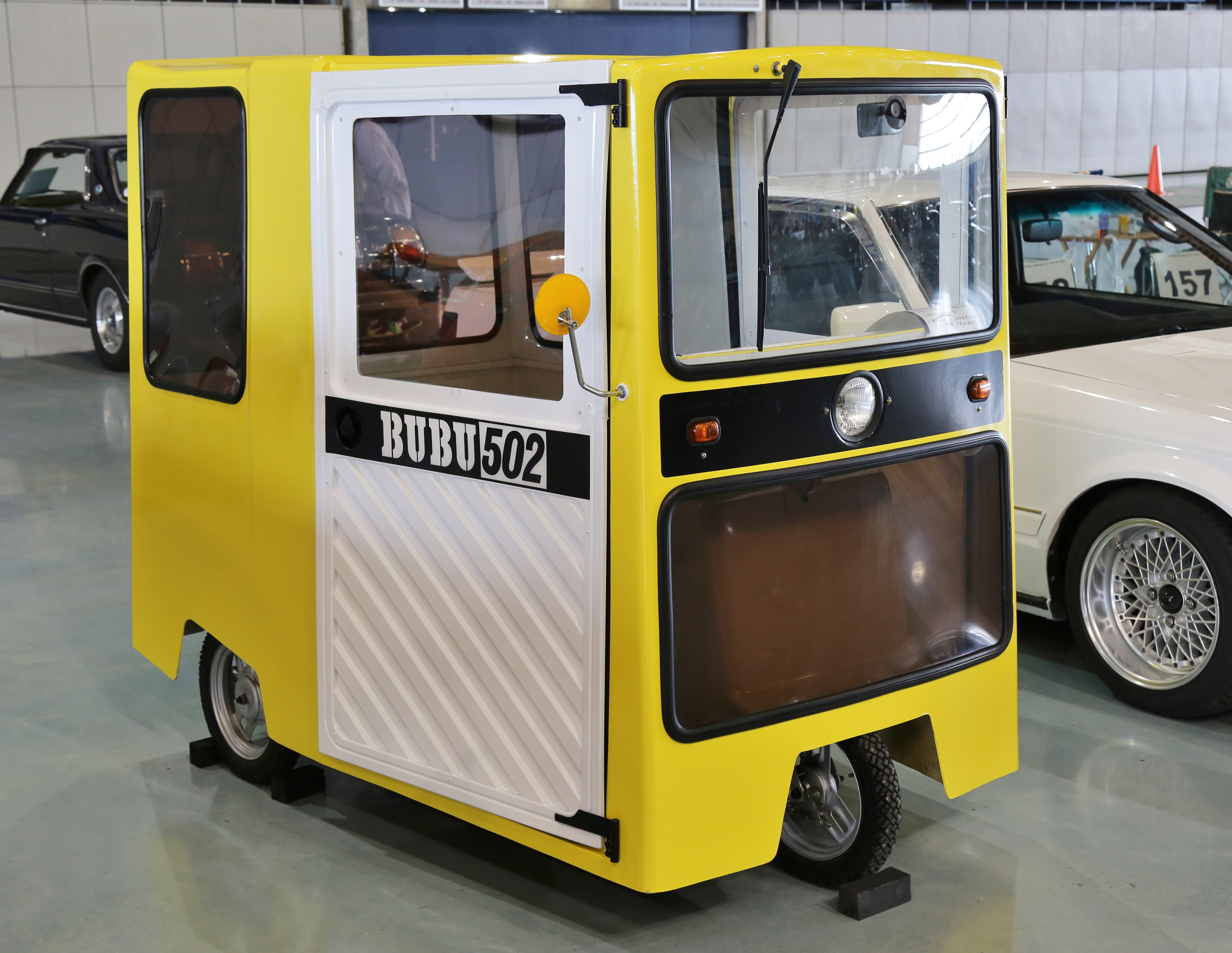
BUBU502

#### 光岡オリジナル車両
ミニカー
- BUBU301，BUBUシャトル50，BUBU501，BUBU502，BUBU503，BUBU504，BUBU505-C，BOY，LIME
- マイクロカー：K-1（MC-1），K-2，K-3，マイクロタイプF，K-4，ME-1，CONVOY 88

原付カー・乗用車

### 輸入車
- TX-II（現在[いつ?]販売見合わせ）
- TDカーズ・TD2000（英語版）

### 特販課
- おくりぐるま（婚礼）

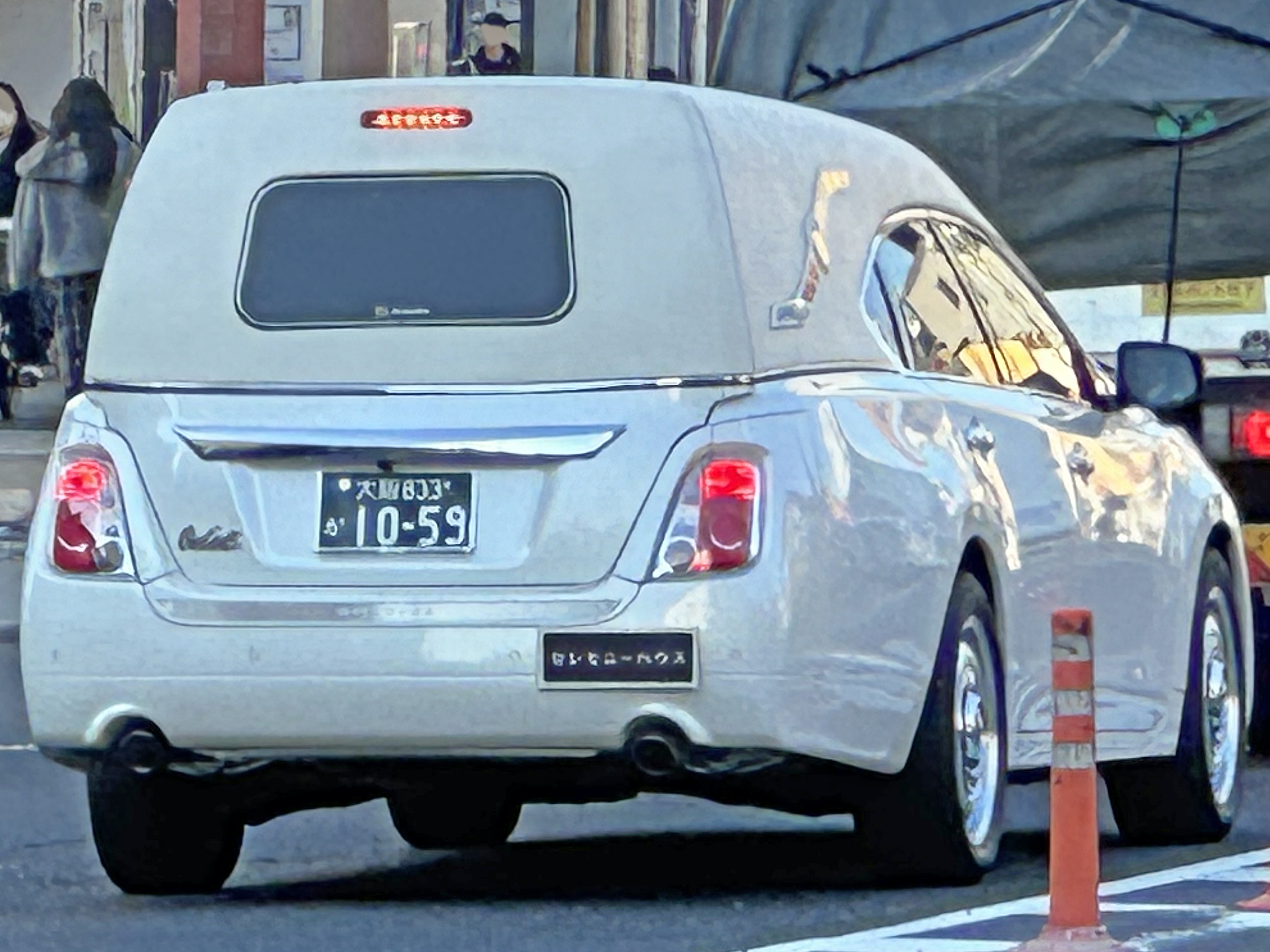
ミツオカリムジンタイプV

  - ガリューコンバーチブル（フォード・マスタングがベース、2007年 - 2016年）
  - ガリューリムジンS50（日産・フーガがベース、2008年）
- おくりぐるま（葬祭）
  - 霊柩車
    - ミツオカリムジンタイプV（日産・フーガがベース）- 日本の自動車メーカーで初めてのオリジナル霊柩車として2015年に発売開始[7]。
    - ミツオカリムジン type2-04（トヨタ・カローラフィールダーがベース）
    - リューギセンターストレッチリムジン（トヨタ・カローラフィールダーがベース）

  - 搬送車・湯灌車
    - ミツオカ搬送車 type A
    - ミツオカ搬送車 type E
    - ミツオカ搬送車 type N
    - ミツオカ湯灌車

  - 洋型ハース（洋型霊柩車）・送迎用リムジン
    - クライスラー300Cハース洋型霊柩車
    - リンカーンファミリーハース洋型霊柩車
    - キャデラックDTSハース洋型霊柩車
    - リンカーン・リムジン送迎専用車両
    - トヨタヴェルファイアグランドリムジン[8]
    - フュージョン（トヨタ・アルファード、トヨタ・ヴェルファイア、トヨタ・エスティマがベース）
- しごとぐるま（特注車）
  - 完全オーダーメイド制。公式サイトには参考として「園内送迎用車輌」「移動ショールーム車輌」が掲載されている。

### 電動三輪車
- ライクT3（2012年 - 2022年）